# Dysoxylum excelsum
Dysoxylum excelsum är en tvåhjärtbladig växtart som beskrevs av Carl Ludwig von Blume. Dysoxylum excelsum ingår i släktet Dysoxylum och familjen Meliaceae. Inga underarter finns listade i Catalogue of Life.